# Karimala
Karimala (còn được viết là Katimala hoặc Kadimalo) là nữ hoàng Nubia. Bức phù điêu chân dung nữ hoàng được tìm thấy tại ngôi đền ở Semna thuộc vùng Nubia.
Karimala là niên hiệu Vợ cả của vua. Trong ngôi đền tại Semna, nữ hoàng đội trên đầu vương miện lông kép, tay cầm roi đánh nô lệ (scourge) và vận chiếc áo choàng dài. Thần Isis đứng trước mặt nữ hoàng. Ở dưới có một dòng chữ dài được viết bằng chữ tượng hình Ai Cập rất khó đọc. Dòng chữ có thể ám chỉ cuộc xung đột giữa Makarasha với một vị pharaon vô danh nào đó là hôn phu của Karimala.
Mặc dù niên đại chính xác của bản khắc và bức phù điêu chân dung Karimala vẫn chưa chắc chắn, nhưng có thể giả thiết rằng nó có từ thời Vương triều thứ Hai Mươi Mốt và Vương triều thứ Hai Mươi của Ai Cập. Thời kỳ này (khoảng năm 1000 đến năm 750 trước Công nguyên) được coi là thời kỳ đen tối của lịch sử Nubian do không còn hoặc quá ít dấu hiệu tồn tại của Nubian. Xác định dòng chữ tượng hình này sẽ giúp chứng minh được sự tiếp nối các cấu trúc quyền lực nhất định của Nubian.
Năm 1999, nhà khảo cổ học Chris Bennett chỉ ra rằng Karimala là con gái của Osorkon Già. Karimala có thể là niên hiệu mang ý nghĩa "Vợ của vua" và "Con của vua" và thuộc vị pharaon Siamun hoặc pharaon Psusennes II. Bennett nghiêng về giả thiết Karimala và vợ pharaon Siamun, vì ở trường hợp này nữ hoàng có thể trị vì trong thời gian dài hơn thời gian mà Neskhons (phó vương của Kush).